# Torranceho test kreativity
Torranceho test kreativity či figurální test tvořivého myšlení (původním názvem Torrance Thinking Creative Test – TTCT) je psychologický výkonový test měřící schopnosti divergentního myšlení, užívaný především k měření tvořivosti jedince. Test byl vyvinut v 60. letech 20. století ve Spojených státech amerických psychologem Ellisem Paulem Torrancem s původním názvem Minnesotské testy tvořivého myšlení. Mezi dalšími autory, kteří se zabývali tímto tématem, je nutno uvést Guilforda. Ten zavádí čtyři hlavní kategorie sledované v divergentním myšlení, jež je často považováno za ukazatel tvořivosti (či v jistých případech s pojmem „tvořivost“ dokonce splývá). Test byl v minulosti užíván především pro identifikaci nadaných dětí ve školách. V současnosti je používán jak v rámci vzdělávacího procesu, tak ve všech sférách soukromého sektoru.
Divergentní myšlení jako ukazatel tvořivosti využívá i mnoho jiných autorů – například Wallachův a Koganův test, Guilfordův test, Reddyho test a mnoho dalších.

## Struktura Torranceho testu figurální tvořivosti
Tvořivost Torrance definoval ve smyslu objevování zásadních rozdílů, navrhování rozličných řešení úkolů a problémů, produkci nových myšlenek a jejich slučování, a vycítění nových vztahů mezi myšlenkami. Test měřil v původní první a druhé verzi čtyři dimenze tvořivosti – fluenci, flexibilitu, originalitu a elaboraci. Dimenze fluence odkazuje k produkování nápadů, flexibilita měří počet odlišných kategorií, do kterých spadají odpovědi, originalita se vztahuje k statistické vzácnosti uvedených odpovědí a elaborace k podílu detailů a zvláštností v odpovědích. Při vydání třetí verze testu v roce 1984 došlo k vyřazení faktoru flexibility a k přidání dvou nových faktorů kreativity – abstrakce názvu (měřící úroveň abstrakce přiřazenou názvům nakreslených obrázků) a odolnosti k předčasnému vystavení (měřící schopnost být otevřený během procesu zpracování informací a uvažování o informacích uvedených v odpovědích.
Torranceho figurální test tvořivosti také pracuje právě s těmito čtyřmi kategoriemi. Celkově je rozdělen do tří částí, kde je na vypracování každé určen časový limit:
1. Tvoření obrázku - tato část obsahuje vystřižený útvar, který je nutno kreativně využít při tvoření nového, vlastního díla. Hodnocena je zde originalita obrázku i názvu a kolaborace (ostatní kategorie zde nemá význam hodnotit).
2. Neúplné figury - zde se nachází 10 neúplných figur, které má subjekt co nejkreativněji a nejzajímavěji dokončit. Hodnotí se zde všechny čtyři kategorie samostatně u každé z figur.
3. Kruhy - v poslední části se jedná o využití kruhů k vytvoření nových obrazců. Hodnotí se zde opět všechny kategorie (vyjma originality názvu, u které není hodnocení doporučeno).

Hodnocení jednotlivých částí se řídí obsáhlým manuálem. Obecně jsou jednotlivé kategorie definovány jako:
- originalita = jedinečnost odpovědí
- fluence = počet možných / uznatelných odpovědí
- flexibilita = rozmanitost odpovědí (to, jak se jednotlivé odpovědi liší od jiných - například využití kruhu jako mandarinky a jako pomeranče se počítá za jedno platné řešení)
- elaborace = podrobnost odpovědí; množství prvků, které je možno z obrázků odmyslet, aniž by byl ztracen jeho význam (například šrafování, propracované obličeje, potisk na tričkách)

Existují dvě formy (A a B) figurální verze testu a 2 formy (A a B) verbální verze TTCT, přičemž v českém prostředí je více užívána verze figurální, která je méně náchylná ke zkreslení způsobeném překladem z angličtiny. Test může být administrován individuálně i skupinově a doba testování se pohybuje v rozmezí 30–45 minut.

## Kritika
Výhodou tohoto testu je fakt, že dle dostupných dat vykazuje vysokou reliabilitu a validitu. Navíc je použitelný i pro děti mladšího věku. Test má však i své kritiky, poukazující na to, že test měří pouze některé z faktorů tvořivosti, je náročný na administraci a vyhodnocení, přičemž časový limit může negativně ovlivnit výsledky a subjektům v umělé situaci může chybět motivace.
Kim ve svém článku upozorňuje, že v důsledku uplynutí poměrně dlouhé doby od poslední aktualizované verze testu v roce 1998 může být problematické měřit pomocí figurální verze TTCT originalitu. V průběhu času totiž mohlo dojít ke změně frekvencí odpovědí co do jejich originálnosti (či statistické vzácnosti). Originalita je také považována za kulturně-specifickou, takže je nutné přizpůsobit Torranceho test konkrétní populaci se souběžným vytvořením konkrétních norem. Předmětem kritiky se často stává také nedostatečně vyvinutá skórovací škála u elektronické (internetové) figurální verze testu. Někteří kritici také zmiňují možnou existenci vztahu mezi motivací a výsledkem v testu TTCT a zároveň požadují ověření vlivu genderu, rasy a socioekonomického statusu na získané výsledky v testu TTCT. Další sporný bod představují vztahy mezi jednotlivými faktory tvořivosti, měřené Torranceho testem. Například podle Dixona závisí výsledné skóre měřící originalitu ve figurální verzi testu velmi silně na celkovém skóre fluence. Jiní autoři pak diskutují také vysokou vzájemnou korelaci mezi jednotlivými faktory, což může v důsledku bránit interpretaci testu založené na nezávislosti jednotlivých faktorů. Podobně je kritizována i nedostatečná diskriminační validita testu.